# 薄叶野丁香
薄叶野丁香（学名：Leptodermis velutiniflora var. tenera）为茜草科野丁香属下的一个变种。

## 扩展阅读
- 維基物種上的相關：薄叶野丁香